# Amorosiaceae
Amorosiaceae is een familie van de  Ascomyceten. Het typegeslacht is Amorosia.

## Geslachten
Volgens Index Fungorum bestaat de familie uit de volgende zes geslachten:
- Alfoldia
- Amorosia
- Angustimassarina
- Neothyrostroma
- Podocarpomyces